# Lokomotiv Penza
Dernière mise à jour : 10 novembre 2020.
Lokomotiv Penza est un club russe de rugby à XV de la ville de Penza, en Russie. Il participe à la Professional Rugby League, le championnat de première division russe pour la saison 2020-2021.

## Historique
Le club est fondé en 2018, sur les bases de l'Imperia-Dynamo et avec le soutien des chemins de fer russes. Le nouveau club est enregistré en août 2018 auprès de la fédération russe de rugby à XV. Le club prend part à la Professional Rugby League dès 2019, adoptant le statut professionnel.

## Palmarès
- Championnat de Russie (1) : Champion en 2023

## Effectif 2020-2021
- Entraineur principal :  Alexander Yanyushkin
- Entraineur des avants :   David Gurgenadze
- Préparateur physique :  Sean Curry

| Nom                 | Poste            | Naissance         | Nationalité sportive | Sélections (points) | Dernier club           |
| ------------------- | ---------------- | ----------------- | -------------------- | ------------------- | ---------------------- |
| Tariel Donadze      | Pilier           | 4 avril 1986      | Géorgie              | -                   | Stade Rodez            |
| Yuri Romashev       | Pilier           | 13 avril 1998     | Russie               | -                   | Krasny Yar             |
| Sergey Sekisov      | Pilier           | 19 novembre 1986  | Russie               | 27 (0)              | VVA Podmoskovye        |
| Mikhail Smagin      | Pilier           | 24 juin 1993      | Russie               | -                   | Formé au club          |
| Vadim Sorokin       | Pilier           | 4 octobre 1997    | Russie               | -                   | Formé au club          |
| Alexey Titov        | Pilier           | 8 août 1993       | Russie               | -                   | Formé au club          |
| Giorgi Chkoidze     | Talonneur        | 17 mai 1991       | Géorgie              | 10 (5)              | Rugby Club Jiki        |
| Ivan Mochalov       | Talonneur        | 13 mars 1989      | Russie               | -                   | Strela Kazan           |
| Maxim Trifanov      | Talonneur        | 12 septembre 1987 | Kazakhstan           | ? (?)               | Strela Kazan           |
| Daniel Sheremetyev  | Talonneur        | 7 décembre 1998   | Russie               | -                   | Metallurg Novokuznetsk |
| Vadim Zharkov       | Deuxième ligne   | 8 février 1995    | Russie               | -                   | Formé au club          |
| Denis Nosachev      | Deuxième ligne   | 4 octobre 1987    | Russie               | -                   | Formé au club          |
| German Silenko      | Deuxième ligne   | 8 septembre 1995  | Russie               | -                   | Metallurg Novokuznetsk |
| Alexey Bashev       | Troisième ligne  | 31 juillet 1995   | Russie               | -                   | Metallurg Novokuznetsk |
| Viktor Gresev       | Troisième ligne  | 31 mars 1986      | Russie               | 103 (100)           | Krasny Yar             |
| Pavel Zhilyaev      | Troisième ligne  | 19 juillet 1999   | Russie               | -                   | Formé au club          |
| Magomed Ilyasov     | Troisième ligne  | 1er janvier 2000  | Russie               | -                   | Formé au club          |
| Abdulmanar Mahmudov | Troisième ligne  | 4 mars 1998       | Russie               | -                   | Bulava Taganrog        |
| Vladislav Perestyak | Troisième ligne  | 17 octobre 1995   | Russie               | -                   | Metallurg Novokuznetsk |
| Ilia Spanderashvili | Troisième ligne  | 9 octobre 1997    | Géorgie              | -                   | Armia Tbilissi         |
| Rinat Timerbulatov  | Troisième ligne  | 15 octobre 1983   | Russie               | 3 (0)               | VVA Podmoskovye        |
| Maxim Gumnov        | Demi de mêlée    | 29 septembre 1996 | Russie               | -                   | Formé au club          |
| Sergey Taraskin     | Demi de mêlée    | 12 septembre 1986 | Russie               | -                   | Strela Kazan           |
| Rudi Van Rooyen     | Demi de mêlée    | 5 janvier 1992    | Afrique du Sud       | -                   | Southern Kings         |
| Revaz Brodzeli      | Demi d'ouverture | 25 octobre 1994   | Géorgie              | -                   | Slava-CSP              |
| Dimitri Sukhin      | Demi d'ouverture | 15 janvier 1995   | Russie               | -                   | Krasny Yar             |
| Valery Khlutkov     | Centre           | 18 septembre 1991 | Russie               | -                   | RK Druzhina            |
| Igor Snisarenko     | Centre           | 23 juin 1990      | Ukraine              | 11 (5)              | Bulava Taganrog        |
| Nika Tsirekidze     | Centre           | 22 novembre 1994  | Géorgie              | -                   | Armia Tbilissi         |
| Sergey Yanyushkin   | Centre           | 16 novembre 1986  | Russie               | 17 (55)             | VVA Podmoskovye        |
| Alexander Gudok     | Ailier           | 6 mars 1991       | Russie               | -                   | VVA Podmoskovye        |
| Andrey Karzanov     | Ailier           | 25 novembre 1990  | Russie               | -                   | RK Druzhina            |
| Pavel Kuraev        | Ailier           | 17 juin 1998      | Russie               | -                   | Formé au club          |
| Anton Novichkov     | Ailier           | 25 avril 1985     | Russie               | -                   | Strela Kazan           |
| Rushan Yagudin      | Ailier           | 29 mars 1987      | Russie               | 17 (10)             | Krasny Yar             |
| Nikita Sbotov       | Arrière          | 14 juin 1995      | Russie               | -                   | Formé au club          |
| Maxim Uskov         | Arrière          | 15 février 1983   | Russie               | 3 (15)              | Krasny Yar             |

## Joueurs emblématiques
- Napoleoni Nalaga[4]
- Giorgi Chkoidze
- Viktor Gresev
- Sergey Sekisov
- Rinat Timerbulatov
- Maxim Uskov
- Rushan Yagudin
- Sergey Yanyushkin
- Igor Snisarenko